# The Heat Goes On
«The Heat Goes On» es una canción de la banda británica de rock progresivo Asia, la cual fue escrita por Geoffrey Downes y John Wetton. Fue publicado como sencillo solamente en Japón por Geffen Records en 1983.
A pesar de que «The Heat Goes On» no fue publicado en los EE. UU. como sencillo, esta canción logró colocarse en el 5.º lugar de la lista Mainstream Rock Tracks de Billboard.  El lado B de este sencillo fue el tema «The Last to Know».

## Lista de canciones
Ambos temas fueron compuestos por Geoffrey Downes y John Wetton

| Side one |                    |          |  |
| N.º      | Título             | Duración |  |
| 1.       | «The Heat Goes On» | 5:00     |  |
| 2.       | «The Last to Know» | 4:40     |  |

## Formación
- John Wetton — voz y bajo
- Geoff Downes — teclados
- Carl Palmer — batería
- Steve Howe — guitarra

## Listas
| País           | Lista           | Posición máxima |
| -------------- | --------------- | --------------- |
| Estados Unidos | Mainstream Rock | 5.º             |